# Кузневич, Григорий Никитович
Григорий Никитович Кузневич (укр. Григорій Микитович Кузневич; 30 сентября 1871, с. Старе Брусно (ныне гмина Хорынец-Здруй, Любачувского повята, Подкарпатское воеводство, Польша — 9 января 1948, с. Ганачевка в Перемышлянском районе Львовской области Украины) — украинский скульптор, один из самых выдающихся галицких классицистов.

## Биография
Родился в многодетной украинской крестьянской семье. С детства проявлял талант к рисованию и лепке фигурок, которые случайно увидел известный польский архитектор, основатель Львовской архитектурной школы Юлиан Захаревич. Благодаря ему Григорий, смог получить стипендию и поступить на учёбу в государственную Промышленную школу во Львове, которую он окончил в 1896 г.
Уже во время обучения, стал работать в мастерской известного львовского скульптора Юлиана Марковского, ставшего его учителем на многие годы. Вместе с ним, Кузневич работал над созданием большого количества скульптур, украшающих общественные места города, в частности, аллегорической скульптурной группы «Фортуна венчает Труд» (ныне во Львове на фасаде Музея етнографии и художественного промысла на проспекте Свободы), памятника Яну Килинскому в Стрыйском парке и др.
В 1899 он продолжил обучение в Италии. В 1902 вернулся на родину.
Из-за отсутствия заказов, в 1907 выехал в Америку, где работал в Нью-Йорке, Кливленде, Филадельфии, Питтсбурге и др., занимаясь, в основном, декорированием мостов, виадуков, монументальных сооружений и церквей.
Через 5 лет вернулся во Львов, где создал ряд разного рода памятников и декоративных украшений общественных зданий. После начала первой мировой войны поселился в Одессе, работал часовым мастером. После войны вернулся в родное село, где занимался изготовлением надгробных памятников.
После второй мировой войны, в результате операции «Висла», произошло массовое выселение украинцев с этнических земель, ликвидирован художественный центр в Старом Брусно. Село было сожжено, а 460 украинских семей было в 1944—1946 годах насильно вывезено за новую польско-советскую границу, на территорию УССР. Судьба изгнанника, хотя и на своей украинской земле, на склоне лет выпала и Григорию Кузневичу, который вместе с братом Андреем и его семьей осел в с. Ганачевка на Львовщине. Тогда даже получил приглашение на преподавательскую работу во Львове, но отказался из-за болезни и преклонного возраста. Находясь вблизи Львова, он не раз вспоминал проведенные там годы своей молодости и творческие достижения, на которые хотел ещё хоть раз посмотреть. Мечта так и осталась несбывшейся, а умер Григорий Никитович Кузневич 9 января 1948 на 77-м году жизни и покоится на местном кладбище в Ганачевке. На могиле скульптора установлен памятник, выполненный в бруснянском стиле одним из его родственников.

## Избранные работы
- статуи святых апостолов Петра и Павла у кафедрального собора в Сокале
- иконостас церкви в родном селе Старе Брусно (несохранился, 2 иконы находятся сейчас в музее г. Любачув
- окончил памятник Бартошу Гловацкому в Лычаковском парке во Львове (1906)
- окончил памятник Яну Килинскому в Стрыйском парке (1894, после смерти автора Ю. Марковского)
- ряд надгробных памятников на Лычаковском кладбище во Львове
- автор нереализованного проекта памятника Т. Г. Шевченко для Киева

- Памятник жертвам украинско-польской войны (с. Хорынец-Здруй, 1928)
- Надгробный памятник Ст. Щепано́вскому на Лычаковском кладбище
- Памятник Бартошу Гловацкому во Львове (1906)
- Скульптуры апостолов Петра и Павла в нишах на фасаде кафедрального собора (г. Сокаль)